# Butamja-Gletscher
Der Butamja-Gletscher (bulgarisch ледник Бутамя lednik Butamja) ist ein 6,9 km langer und 2,5 km breiter Gletscher auf der Barison-Halbinsel an der Graham-Küste des Grahamlands auf der Antarktischen Halbinsel. Er fließt nordwestlich des Talew-Gletschers und nordnordöstlich des Tschernomen-Gletschers in nördlicher Richtung zur Beascochea-Bucht.
Britische Wissenschaftler kartierten ihn 1971. Die bulgarische Kommission für Antarktische Geographische Namen benannte ihn 2010 nach dem Badeort Butamja an der bulgarischen Schwarzmeerküste.